# Oldebroek
Oldebroek és un municipi de la província de Gelderland, al centre-oest dels Països Baixos. L'1 de gener del 2009 tenia 22.608 habitants repartits sobre una superfície de 98,85 km² (dels quals 1,14 km² corresponen a aigua). Limita al nord amb Dronten (Fl), Kampen (Overijssel) i Hattem, i al sud amb Elburg, Epe i Heerde.

## Centres de població
Bovenveen, Eekt, Hattemerbroek, Kerkdorp, 't Loo, Mullegen, Noordeinde, Oosterwolde, Posthoorn, Voskuil, Wezep i Trutjeshoek.

## Administració
El consistori consta de 19 membres, compost per:
- ChristenUnie, 6 regidors
- Partit del Treball, (PvdA) 5 regidors
- Crida Demòcrata Cristiana, (CDA) 4 regidors
- SGP, 3 regidors
- Partit Popular per la Llibertat i la Democràcia, (VVD) 1 regidor